# Le Cœur battant
Le Cœur battant est un film français réalisé par Jacques Doniol-Valcroze, sorti en 1962.

## Synopsis
Un jeune peintre, François, aime Dominique qui lui préfère Juan, diplomate chilien avec lequel elle a eu une liaison l'année précédente. Elle doit retrouver ce dernier sur une île de la Méditerranée ; elle demande à François de l'accompagner, lequel va s'efforcer de la séduire en attendant l'arrivée de Juan.

## Fiche technique
- Titre : Le Cœur battant
- Réalisation : Jacques Doniol-Valcroze, assisté de Juan Luis Buñuel
- Scénario et dialogues : Jacques Doniol-Valcroze
- Photographie : Christian Matras
- Son : Michel Fano
- Musique : Michel Legrand
- Décors : Clément Ollier et Jacques Pignier
- Montage : Nadine Marquand
- Directeur de production : Claude Heymann
- Production : Cocinor - Les Films Marceau
- Pays d'origine :  France
- Durée : 86 min
- Date de sortie : France : 6 juin 1962

## Distribution
- Françoise Brion : Dominique
- Jean-Louis Trintignant : François
- Raymond Gérôme : Pierre, le directeur de la galerie d'art
- Marc Eyraud : le réceptionniste endormi